# 4in6
4in6 — механизм взаимодействия Интернета, позволяющий использовать протокол IPv4 в IPv6 сетях. 4in6 использует туннелирование для инкапсуляции IPv4 трафика  через IPv6 туннель, настроенный в соответствии с RFC 2473. 4in6 туннели обычно настраиваются вручную, но они также могут быть настроены автоматически с помощью таких протоколов как TSP, для простого подключения к сервису туннелей.